# Djolevi Ballogou
Djolevi Ballogou  parfois orthographié  Djolévi Balogou est un boxeur togolais né le 25 décembre 1977 à Lomé.

## Carrière de boxeur

### Début de carrière
Entrainé à l'Agaza Boxing Club de Lomé (aujourd'hui renommé Acces Boxing Club) par son oncle Ali Ballogou, Djolevi crée la surprise pour son premier combat professionnel à Ouagadougou en battant par arrêt de l'arbitre à la 6e reprise Salif Ouattara.  

### Progrès
Après ce premier succès, suivront entre 1999 et 2009 10 autres combats en super-welters et poids welters pour un bilan de 8 victoires (dont 6 par KO) et 2 défaites. 
L'avant dernier combat de Djolevi s'est tenu le 11 avril 2009 au Palais des congrès de Lomé. Confronté au camerounais Guy Tendy, il devient champion d'Afrique des super-welters en gagnant par abandon à l'issue de la 11e reprise,.

## Vie privée
Djolevi Ballogou travaille également comme docker au port autonome de Lomé. Afin de promouvoir l'art et les valeurs de la boxe dans son pays, Il souhaite ouvrir une école de boxe en compagnie de sa famille à Lomé. 

## Palmarès

### Défaites
Le 2 février 2007, Kohou Balogou, perd un combat  aux points à Ouagadougou face au pugiliste burkinabè Irissa Kaboré lors du championnat d'Afrique de boxe des poids super-waters,.